# 毛足鲈
毛足鱸（学名：Trichogaster labiosa）為辐鳍鱼纲攀鲈目絲足鱸科毛足鱸属下的一種，又名厚唇毛足鱸，該物種原產於東南亞緬甸南部，其體長可達9公分。